# 押元奈緒子
押元 奈緒子（おしもと なおこ、1975年9月6日 - ）は、日本の女優。大阪府出身。アルファセレクションを経て希楽星所属。

## 出演

### テレビドラマ
- 芋たこなんきん（2006年 NHK） ‐ 川口 役
- ちりとてちん（2007年 NHK） - 原田緑 役
- ジャッジ 〜島の裁判官奮闘記〜II（NHK）‐ 近藤綾 役
- ドラマ8 Q.E.D. 証明終了第2回（2009年1月15日 NHK） - 七沢鈴子 役
- デザイナー（TBS） - 矢田美奈子 役
- 侍戦隊シンケンジャー（テレビ朝日） - 十臓の妻 役
- 松本清張ドラマスペシャル「顔」（2009年12月29日、NHK）
- 臨場 続章 第1話（2010年4月7日、テレビ朝日）
- 月曜ゴールデン 美食カメラマン 星井裕の事件簿2〜京都 源氏物語 華の道の殺人〜（2011年4月25日、TBS） - 北条由布子 役
- NHKスペシャル特集ドラマ 東京が戦場になった日（2014年3月15日、NHK） - 早坂里子 役
- ドラマ10 サイレント・プア（2014年4月 - 6月、NHK） - 沢木郁子 役
- 土曜ドラマ ダークスーツ（2014年11月 - 12月、NHK） - 田坂智美 役
- 忠臣蔵の恋〜四十八人目の忠臣〜（2016年9月 - ） - 成瀬 役

### 舞台
- 猫はしる
- ビート・キッズ
- 星に願いを
- マヤ
- 小さな原っぱの小さな家の小さな戦争の話
- 踊るシジフォス
- きまぐれなかみさま
- 姥ざかり

### CM
- わかさ生活
- 小林製薬
- サンマルコカレー - ナレーション